# Matteo Tagliariol
Matteo Tagliariol (ur. 7 stycznia 1983 w Treviso) – włoski szermierz, szpadzista, dwukrotny medalista igrzysk olimpijskich i mistrzostw świata.
Na igrzyskach olimpijskich w Pekinie w 2008 roku wywalczył złoty medal w turnieju indywidualnym, pokonując w finale Francuza Fabrice'a Jeanneta 15:9. Na tej samej imprezie reprezentacja Włoch w składzie: Diego Confalonieri, Alfredo Rota, Matteo Tagliariol i Stefano Carozzo zdobyła brązowy medal w rywalizacji drużynowej. Były to jego jedyne starty olimpijskie.
Podczas mistrzostw świata w Petersburgu w 2007 roku razem z Stefano Carozzo, Diego Confalonierim i Alfredo Rotą wywalczył srebrny w zawodach drużynowych. Na rozgrywanych dwa lata później mistrzostwach świata w Antalyi zdobył srebrny medal indywidualnie, przegrywając w finale z Rosjaninem Antonem Awdiejewem.
Ponadto na mistrzostwach Europy w Gandawie (2007) zdobył srebrny medal indywidualnie, przegrywając w finale z Francuzem Jérôme'em Jeannetem. Na rozgrywanych rok później mistrzostwach Europy w Kijowie zdobył brązowy medal w zawodach drużynowych. Wynik ten Włosi z Tagliariolem w składzie powtórzyli podczas mistrzostw Europy w Płowdiwie (2009).

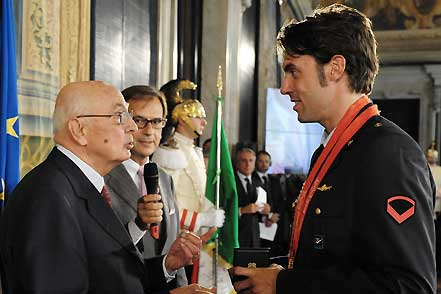
Matteo Tagliariol z prezydentem Włoch Giorgio Napolitano.